# Крак, Амбер
Амбер Крак (нидерл. Amber Kraak; род. 29 июля 1994, Осс, Северный Брабант) — нидерландская профессиональная гребчиха, шоссейная и гравийная велогонщица, по состоянию на июль 2025 года выступала в команде FDJ-Suez.

## Карьера

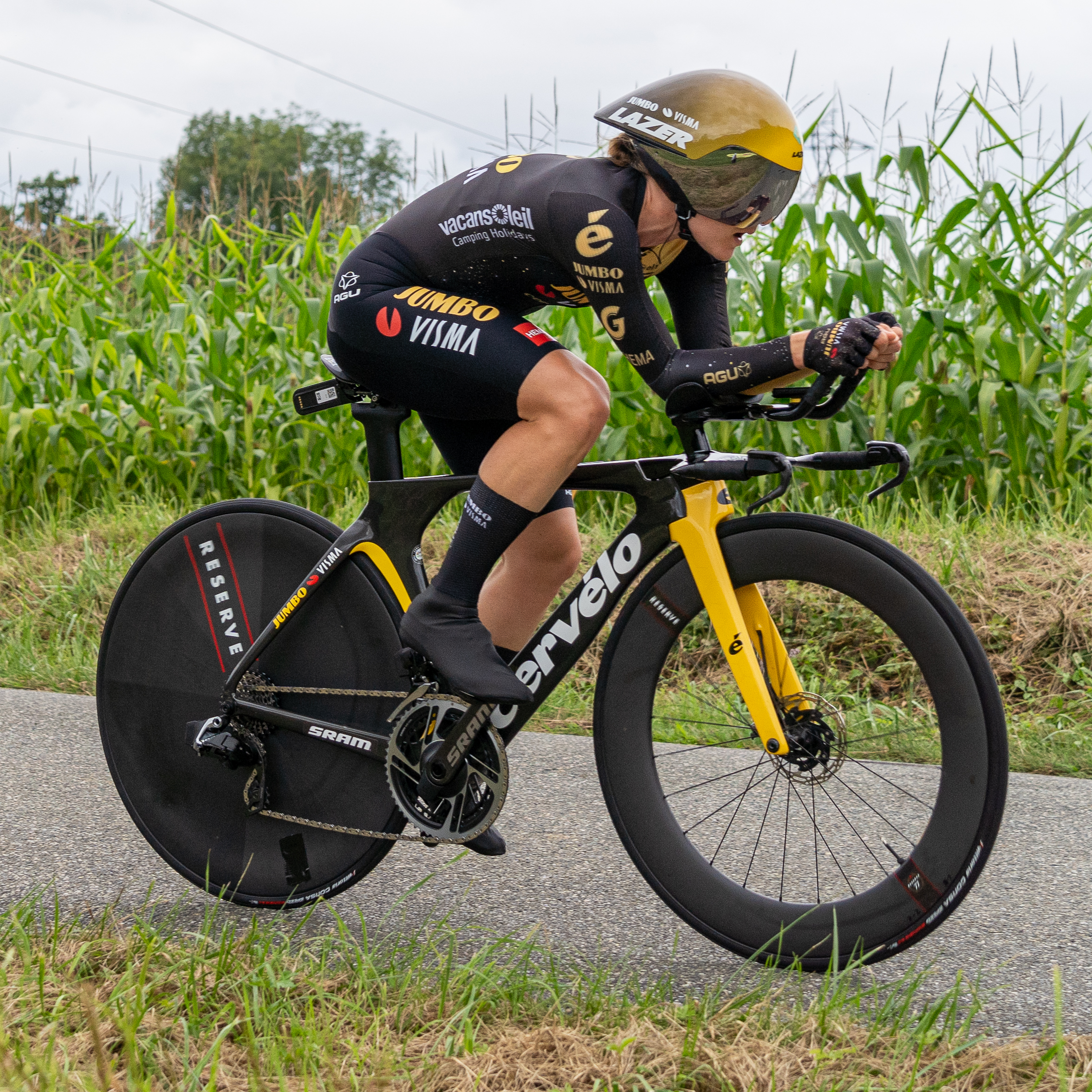
Амбер Крак на Тур де Франс Фамм 2023

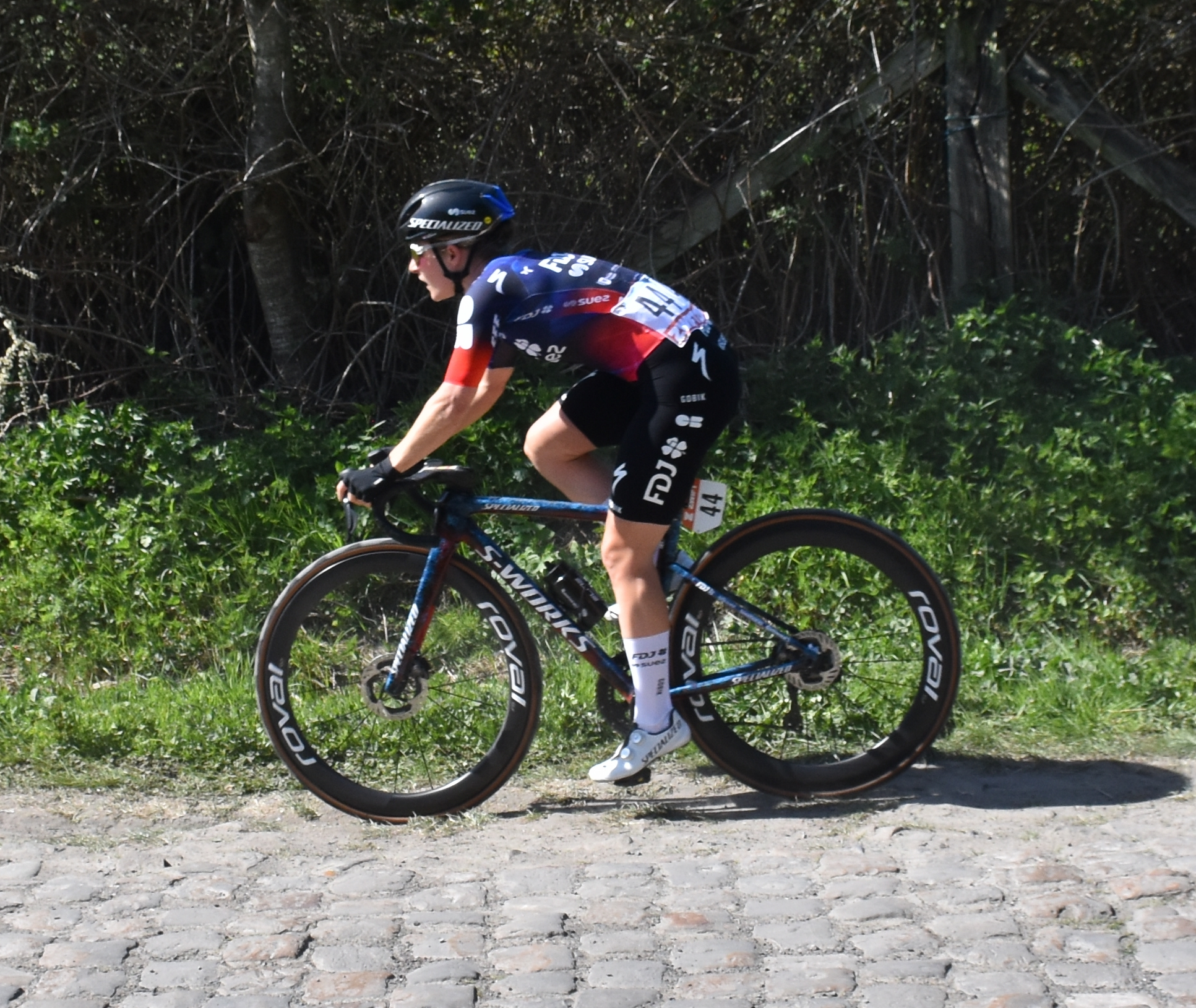
Амбер Крак на Париж — Рубе Фамм 2025

Амбер Крак до начала велокарьеры занималась академической греблей и в 2016 году вместе с Энн-Мари Схонк завоевала титул чемпиона мира среди спортсменов до 23 лет в парной двойке.
В 2017 году она победила на Чемпионате Европы по академической гребле в одиночном разряде в первом раунде, а на Чемпионате Европы 2018 года вышла в финал B в классе женских одиночек лёгкого веса.
Она была запасным членом нидерландской олимпийской команды, а также занималась велоспортом в качестве рекреационного вида спорта. Со временем этот вид спорта стал ей нравиться, и с 2019 года она полностью посвятила себя велоспорту. В середине 2021 года она подписала контракт с командой Jumbo-Visma и смогла заниматься этим видом спорта профессионально. Первой гонкой, в которой она приняла участие, был чемпионат Нидерландов, где она заняла 23-е место, через неделю она приняла участие в гонке Ла курс бай Тур де Франс, а позже в том же году — в женском туре Норвегии и Ceratizit Challenge.
Весной 2022 года она выиграла женскую гонку Вольта Лимбург Классик, входящую в нидерландский календарь велогонок. В том же году она участвовала в Льеж — Бастонь — Льеж Фамм. В июне она заняла 11-е место в индивидуальной гонке на Туре Швейцарии, а в июле участвовала в Джиро д’Италия Донне. В августе она выиграла горную классификацию на Туре Скандинавии. Осенью того же года она заняла второе место на Гран-при Плуэ — Бретань, что стало её первым финишем на подиуме в гонках Мирового тура UCI. После многочисленных атак ей удалось оторваться от Мави Гарсии, но в финальном спринте Амбер Крак уступила Гарсии и заняла второе место.
1 мая 2023 года в составе команды Jumbo-Visma она выиграла стартовый командный этап Ла Вуэльта Фамм, позволив своей подруге по команде, Анне Хендерсон, надеть майку лидера. В июле Краак впервые приняла участие в Тур де Франс Фамм. В августе 2023 года на Ла Перигор Ледис (категория 1.2) она добилась своего первого индивидуального успеха в гонках UCI. Позже в том же месяце она финишировала второй в гонке с раздельным стартом на Туре Скандинавии, заняв третье место в общем зачёте, уступив Аннемик ван Влётен и Сесилии Утруп Людвиг.
В октябре было объявлено, что она будет выступать за FDJ–Suez в течение двух лет, начиная с 2024 года. В этой команде она одержала свою первую победу на этапе Мирового тура на Туре ОАЭ. На Париж-Рубэ Амбер Краак пришла пятой.
Также она участвовала в Джиро д’Италия Донне 2022, Ла Вуэльта Фамм 2023 и Тур де Франс Фамм 2023.

## Достижения
2021
10-я на ZLM Omloop der Kempen Ladies
3-я в горной классификации AG Tour de la Semois
2022
Вольта Лимбург Классик
4-я на Опен Воргорда TTT
горная классификция Тура Скандинавии
2-я на Гран-при Плуэ — Бретань
8-я на 1-м этапе Ла Вуэльта Фамм
2023
1-й этап Ла Вуэльта Фамм
9-я в горной классификации Тура Страны Басков
9-я на Туре Швейцарии
Ла Перигор Ледис
2-я на Nover Wielerspektakel
Тур Скандинавии
3-я в генеральной классификации
7-я в очковой классификации
2024
Тур ОАЭ
4-я в очковой классификации
10-я в спринтерской классификации
4-й этап
5-я на Париж — Рубе Фамм
6-я на Брабантсе Пейл
8-я на Амстел Голд Рейс
Ла Вуэльта Фамм
6-я на 1-м этапе
9-я на 2-м этапе
10-я на Ronde van Lekkerkerk
Тур Бретани
3-я в генеральной классификации
3-я в горной классификации
7-я в очковой классификации
8-я на Alpes Grésivaudan Classic
8-я на Туре Тюрингии
2-я на Wielerweekend Moerdijk
6-я на Ronde Van Hank
4-я на Гран-при Валлонии
2025
8-я на Ле-Самен
2-я на Классике Морбиана
8-я на Туре Британии
Тур Швейцарии
2-й этап
5-я в горной классификации
5-я в очковой классификации

### Статистика выступления наГранд-турах
| Гонка / Год          | 2021           | 2022 | 2023 | 2024 |
| -------------------- | -------------- | ---- | ---- | ---- |
| Джиро д’Италия Донне | —              | 53   | —    | —    |
| Тур де Франс Фамм    | не проводилась | —    | 17   | 37   |
| Ла Вуэльта Фамм      | 22             | 17   | 22   | 45   |

### Рейтинги
| Год                 | 2021  | 2022 | 2023 | 2024 |
| ------------------- | ----- | ---- | ---- | ---- |
| Мировой рейтинг UCI | 596-й | 73-й | 56-й | 52-й |
| Мировой тур UCI     | 142-й | 43-й | 38-й | 49-й |
|                     |       |      |      |      |
| Источник: UCI       |       |      |      |      |